# Волчанське сільське поселення
Волчанське сільське поселення - муніципальна утворення в Каменському районі Воронезької області.
Адміністративний центр - село Волчанське.

## Географія
Знаходиться у північній частині Каменського району

## Адміністративний поділ
Склад поселення:
- село Волчанське
- хутір Крутець
- хутір Рибальчине.